# Чорноморські німці

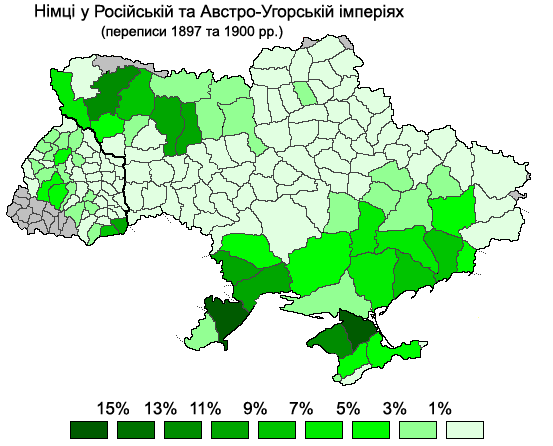
Частка німецького населення 1897 року на території сучасної України

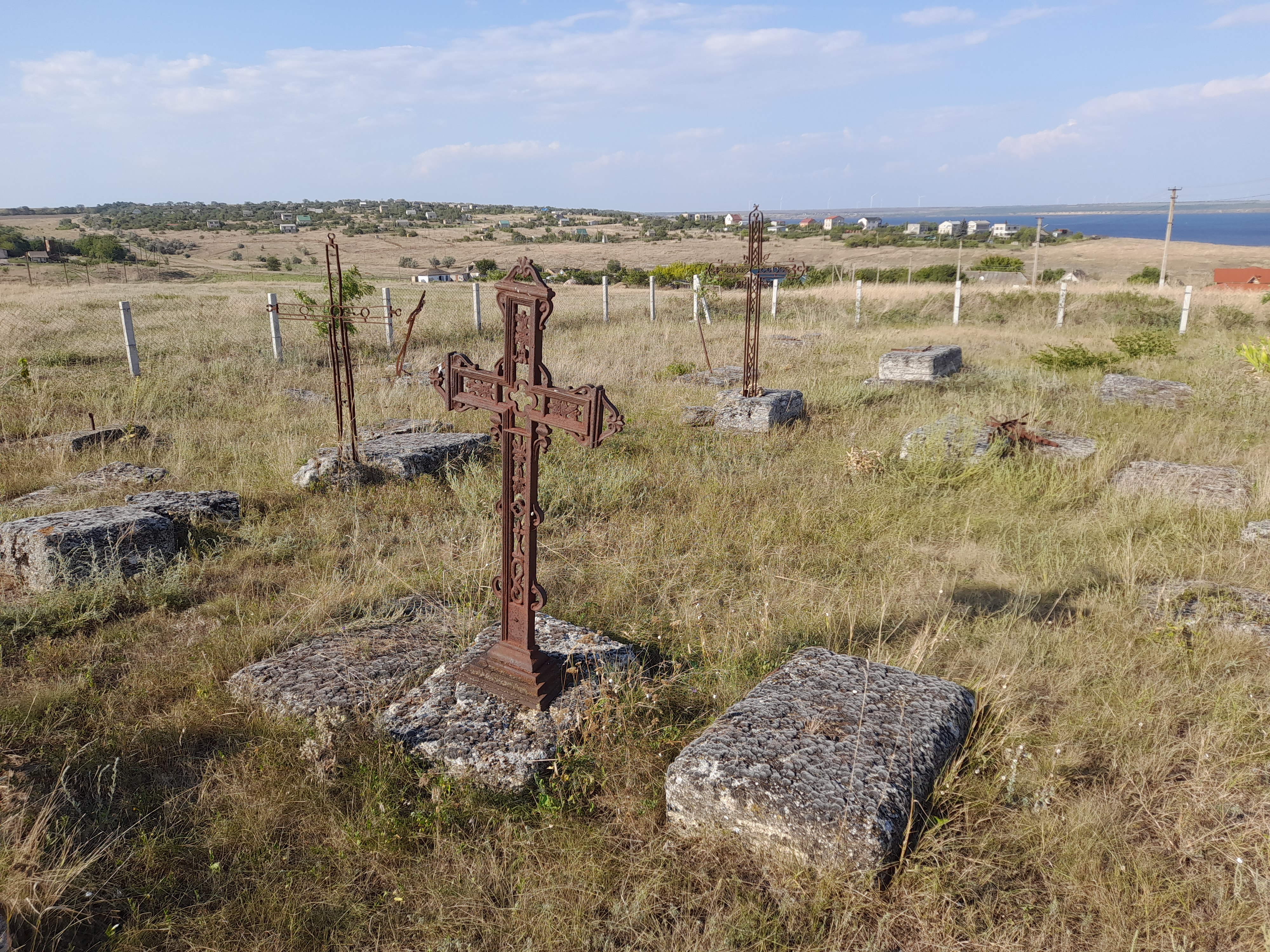
Німецькі могили (початок ХІХ ст.) у селі Пшонянове Одеського району Одеської області України

Чорноморські німці (нім. Schwarzmeerdeutsche нім. вимова: [ˈʃvaʁt͡smeːɐ̯ˌdɔʏ̯tʃə] тра.Шва́рцмеєрдо́йче) — жителі колишніх німецьких поселень на північному узбережжі Чорного моря на території сучасної України. Разом із бессарабськими німцями на захід від Дністра і кримськими німцями на південь від них належали до німців півдня України.
Походили від німців, що з 1765 року переселялися із західної і південно-західної Німеччини у Північне Причорномор'я, та від західнопрусських менонітів, які почали там селитися з 1789 року. Багато їхніх поселень було засновано поблизу Одеси в часи історичної Новоросії.

## Історія

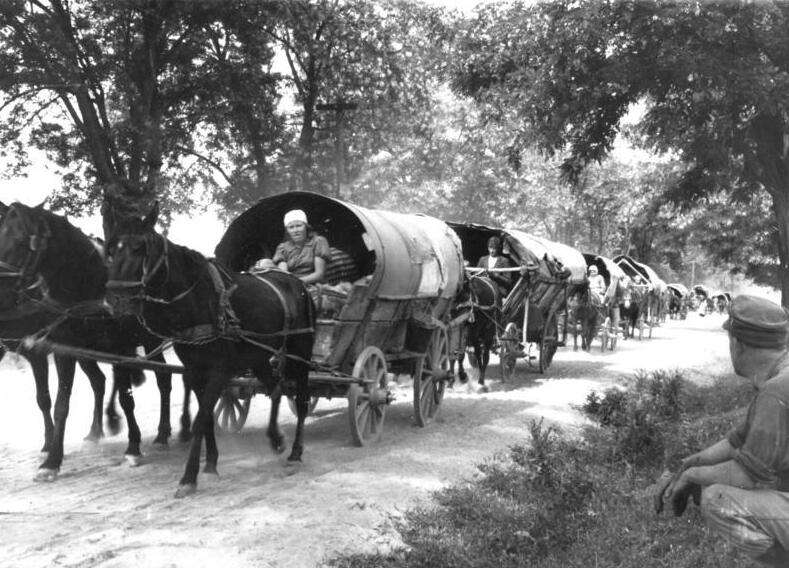
Потік біженців із числа чорноморських німців під час Другої світової війни в Угорському королівстві, липень 1944 р.

Внаслідок двох воєн з Османською імперією (1768—1774) та анексії Кримського ханства в 1783 році Катериною ІІ південноукраїнські землі опинилися в Російській імперії, зокрема в результаті Ясського миру до Росії відійшла малолюдна територія між Південним Бугом і Дністром. На цих землях почали масово селитися болгари, греки та волохи, які втікали з-під влади Османської імперії.
Перші німецькі емігранти з південного заходу (Вюртемберг, Баден, Ельзас, Лотарингія, Курпфальц) прибули 1803 року на заклик російського імператора Олександра І. Вони діставалися з Ульма на суденцях типу ком'яги по Дунаю до Галаца. Всього було дев'ять перевезень загальною чисельністю близько 1100 людей, половина з яких — діти. З Галаца суходолом їхали до Дубосар. Час у дорозі становив близько 80 днів. Після карантину прямували далі до Одеси.
17 жовтня 1803 року вважається днем заснування чорноморських німецьких колоній поблизу Одеси. Того дня імператор Олександр I придбав для колоністів землю. Навесні 1804 р. виникли перші поселення Грослібенталь і Клайнлібенталь. Пізніше поблизу з'явилися Нейбург, Петерсталь та Іозефсталь. 1805 року було засновано Олександерхільф, Францфельд, Марієнталь і Люстдорф. 1806 року до них додалося Фройденталь.
1808 року відбулася друга хвиля еміграції з Бадена та Ельзасу, що привело до створення колоністських округів Гоффнунгсталь і Кучурган. Того ж року виникли Нейдорф, Бергдорф і Глюксталь. Російський уряд уже зменшив імміграційну квоту до 200 сімей на рік, щоб мати змогу належним чином забезпечити всіх новопоселенців. Для подальших колоністів російський генерал-губернатор герцог Рішельє виклопотав землю на Кучурганському лимані. 1808 року там було закладено колонії Кандель, Зельц і Страсбург.
Оскільки 1808 року ще близько 500 сімей переселенців були в дорозі, російська влада виділила землю для поселень понад річкою Березань. Там 1809 року виникли поселення Ландау, Шпеєр, Рорбах. 1810 року було засновано Вормс, Зульц, Карлсруе, Раштатт і Мюнхен.
Територія розселення німецьких емігрантів була не такою компактною, як надволзьких, але стала ядром цілого ланцюга колоній. Російська влада в 1804—1809 роках надала в розпорядження німецьким поселенцям близько 72 тис. десятин (майже 80 тис. га) землі.